# ولاية مسعد

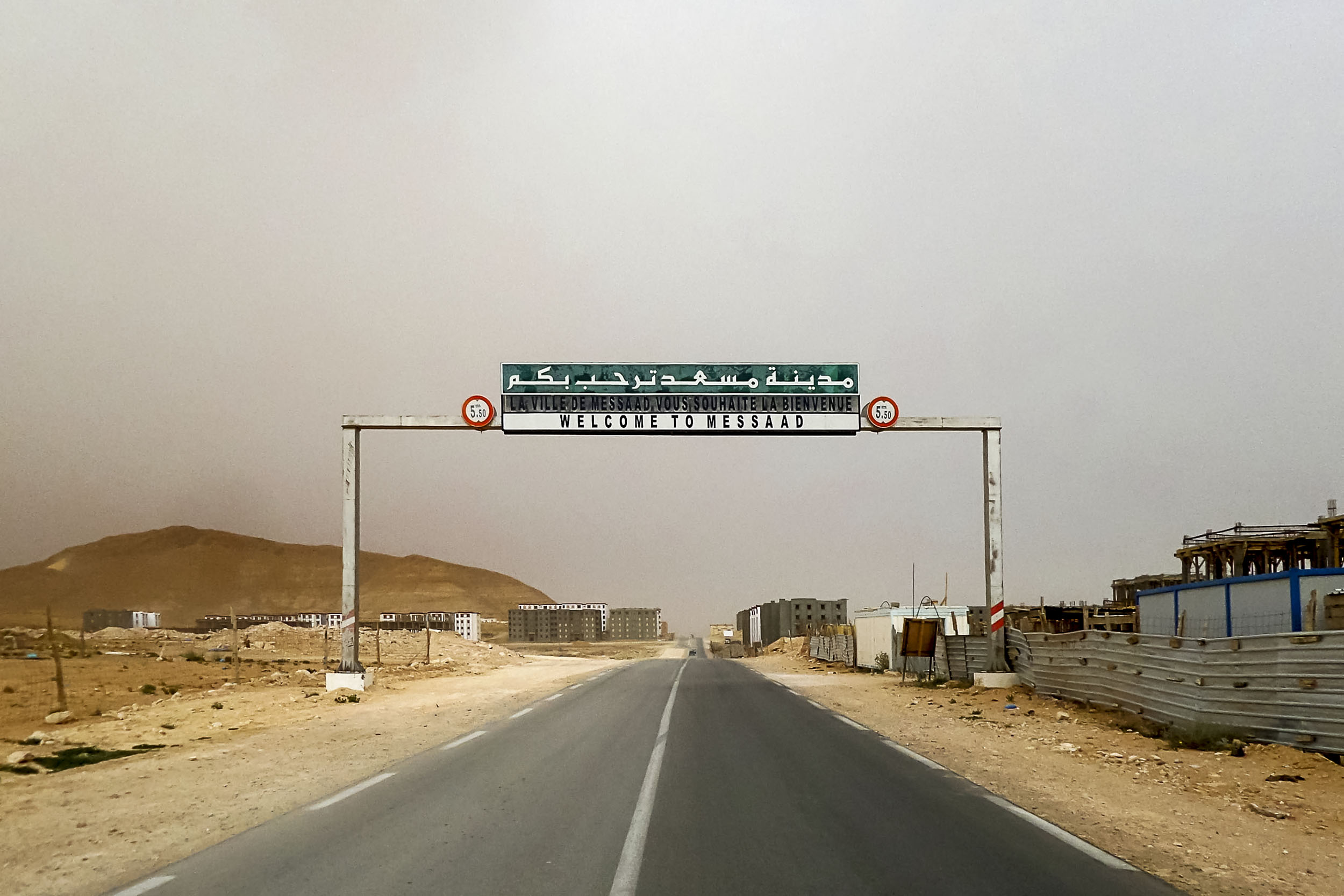
مسعد

ولاية منتدبة جزائرية تقع جنوب وسط الجزائر وقد كانت تابعة لولاية الجلفة وعاصمتها مدينة مسعد، أنشأت الولاية  المنتدبة بموجب قرار رئاسي من طرف رئيس الجمهورية الجزائرية: السيد عبد المجيد تبون بمنشور رئاسي مؤرخ في 31 ديسمبر سنة 2023 الصادر بالجريدة الرسمية يوم 10 جانفي 2024 العدد 02 وعين السيد داودي عادل واليا منتدبا لمسعد. في اطار التقسيم الإداري للجزائر سنة 2023 لتصبح ولاية منتدبة جديدة، بموجب القانون رقم الذي نص على ترقيه 7 سبعة دوائر، الى ولايات منتدبة وهي بوسعادة و مسعد و بريكة و الأبيض سيدي الشيخ و عين وسارة و قصر الشلالة و أفلو،تقع شمال الصحراء وتحوي على دائرتين وثمان بلديات ،متربعة على مساحة ب 26الف كلم

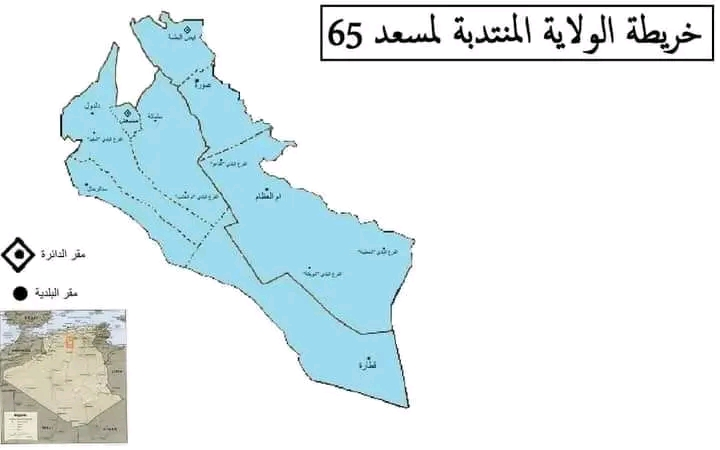
خريطة توضيحية لولاية مسعد المنتدبة مع بلدياتها

تقع مسعد بشمال الصحراء الجزائرية وغالبية اراضيها صحرواية او شبه صحراوية ، تتكون من دائرتين وثمان بلديات ،يحدها شمالا ولاية الجلفة ومن الغرب ولاية الاغواط ومن الشرق ولايتي ولاية اولاد جلال والولاية المنتدبة ولاية بوسعادة كما يحد الولاية من الجنوب ولايتي غرداية و ولاية تقرت ، عاصمة الولاية هي مدينة مسعد ومن ضواحيها القاهرة وسلمانة ودمد وختالة والحنية
تشتهر الولاية بصناعة القشبية ،كما تشتهر بثمار فاكهتي المشمش والرمان ذات الجودة العالية